# Jägerbataillon 291
Das Jägerbataillon 291 (JgBtl 291) ist ein gemischter Jäger- und Aufklärungsverband des deutschen Heeres in der Deutsch-Französischen Brigade.
Der Name Jägerbataillon 291 ist mit der Nummer an die beiden anderen deutschen Verbände der Brigade, Jägerbataillon 292 und Artilleriebataillon 295 angeglichen. Beide Bataillone gehörten zu der 1993 aufgelösten Panzerbrigade 29 und behielten nach ihrer Umgliederung und Unterstellung unter die Deutsch-Französische Brigade ihre Nummer.
Der Standort des Bataillons ist Illkirch-Graffenstaden (Elsass) in der Leclerc-Kaserne (Quartier Leclerc), die nach dem französischen Generalmajor Jacques-Philippe Leclerc de Hauteclocque benannt ist. Es ist der erste deutsche Kampfverband seit Ende des Zweiten Weltkrieges, der dauerhaft auf französischem Boden stationiert ist.

## Auftrag
Die Jäger gehören zu den Kampftruppen und sind vor allem für den Kampf in bebautem, stark bewaldetem Gelände oder auch für den Jagdkampf ausgebildet. Gemeinsam mit den Gebirgs- und Fallschirmjägern gehören sie der Truppengattung der Infanterie an. Die Jägertruppe kann alle allgemeinen Aufgaben der Infanterie wahrnehmen und andere Infanterieeinheiten in ihrer Spezialisierung unterstützen. Die Soldatinnen und Soldaten des Bataillons erreichen dank der leichten Ausrüstung mit ihren Fahrzeugen, aber auch mit Transporthubschraubern oder Schlauchbooten alle bekannten Einsatzgebiete. Dort kämpfen die Jäger vorrangig zu Fuß. Dabei werden sie möglichst durch die Bordwaffen ihrer Gefechtsfahrzeuge, zum Beispiel mit dem GTK Boxer, unterstützt.
Die Hauptaufgabe der Aufklärer im Jägerbataillon 291 ist es, für den übergeordneten Verband Informationen über feindliche Einheiten und ihre Technik zu erlangen sowie das Gelände zu erkunden. Ihr Aufbau und ihre Arbeitsverfahren sind so ausgeprägt, dass sie den Informationsbedarf des Truppenführers im Felde decken und ein umfassendes, möglichst lückenloses Lagebild ermöglichen. Dabei können sie auch Aufklärungsergebnisse anderer Aufklärungsmittel ergänzen, vertiefen oder verifizieren. Die Aufklärer sind mit unterschiedlicher Technik und Material ausgestattet. So nutzen sie beispielsweise Fahrzeuge wie den Spähwagen Fennek oder den Transportpanzer Fuchs.

## Geschichte

### Aufstellung
Nachdem der französische Staatspräsident Nicolas Sarkozy angekündigt hatte, französische Truppenteile aus Deutschland abzuziehen, verständigten sich Bundeskanzlerin Angela Merkel und Staatspräsident Nicolas Sarkozy im Anschluss an die 45. Münchner Sicherheitskonferenz 2009 auf eine Stationierung deutscher Truppenteile der Deutsch-Französischen Brigade in Frankreich.
Unmittelbar danach begannen die Planungen zur Aufstellung. Ab 6. April 2010 war das Vorkommando in Frankreich stationiert. Das Bataillon wurde am 10. Dezember 2010 in Anwesenheit von Bundesminister der Verteidigung Karl-Theodor zu Guttenberg und seinem französischen Amtskollegen Alain Juppé im Rahmen eines Aufstellungsappells im Parc de l’Orangerie in Straßburg feierlich in Dienst gestellt.
Das Bataillon nahm am 14. Juli 2012 an der Militärparade zum französischen Nationalfeiertag in Paris teil.

### Einsätze
Im zweiten Halbjahr 2014 stellte das Bataillon das READY-Bataillon der operativen Reserve (ORF) für KFOR, wurde jedoch nicht abgerufen.
Im Frühjahr 2016 war das Bataillon im Rahmen des NATO-Programms PERSISTENT PRESENCE für drei Monate in Litauen. Parallel hierzu stellte das Bataillon Infanterietrainer und Stabspersonal für die in diesem Zeitraum durch die Deutsch-Französische Brigade geführte EU-Trainingsmission in Mali (EUTM MALI).
Von September 2018 bis Mai 2019 war das Bataillon Leitverband für das 9. Deutsche Einsatzkontingent der UN-geführten Stabilisierungsmission in Mali (MINUSMA). Dies war der erste „geschlossene“ Einsatz des Bataillons.
Ab Januar 2020 stellte das Bataillon erneut Soldaten für das 13. Deutsche Einsatzkontingent MINUSMA unter Führung des Schwesterbataillons JgBtl 292.

## Organisation

### Verbandszugehörigkeit
Das Jägerbataillon 291 gehört zur Deutsch-Französischen Brigade.
Die deutschen Anteile der Brigade unterstehen der 10. Panzerdivision, die französischen der 1re Division Blindée.

### Gliederung
Der Bataillonsstab rekrutiert sich aus dem eigenständigen Stabszug. Diesem gehören alle Mannschaftssoldaten und Unteroffiziere des Stabes an.
Die 1. Kompanie als Stabs- und Versorgungskompanie verfügt über die Kompanieführungsgruppe heraus über die zentralen Transport- und Versorgungselemente des Bataillons, wie z. B. Transportgruppe, Versorgungsgruppe, Verpflegungsgruppe, Materialgruppe, Munitionsgruppe. Des Weiteren verfügt sie über einen technischen Zug und einen Instandsetzungszug. Der Fernmeldezug der 1. Kompanie hält die Funk- und Kabelverbindungen innerhalb des Bataillons und zur übergeordneten Führung und verfügt darüber hinaus über Sicherungs- und Verbindungsgruppen zum Einsatz auf dem Gefechtsstand und zu dessen Sicherung.
Die 2. Kompanie ist mit dem GTK BOXER ausgerüstet und gliedert sich jeweils in drei Jägerzüge, einen schweren Jägerzug, die Kompanieführungsgruppe und eine technische Gruppe. Die Jägerzüge bestehen jeweils aus drei Jägergruppen. Der schwere Jägerzug untergliedert sich in eine Scharfschützengruppe und eine Gruppe mit dem Panzerabwehrraketensystem MILAN.
Die 3. Kompanie ist mit dem TPz Fuchs ausgerüstet und gliedert sich ebenfalls in die Kompanieführung, drei Jägerzüge, einen schweren Jägerzug und eine technische Gruppe.
Die 4. Kompanie ist als Aufklärungskompanie der Deutsch-Französischen Brigade als quasi selbstständige Aufklärungskompanie gegliedert. Sie verfügt neben der Kompanieführung über drei Fennek-Spähzüge (zu je zwei Spähtrupps) sowie einen Technischen Aufklärungszug mit der Fähigkeit zur Radaraufklärung. Weiter verfügt die Kompanie über eine Leichte Spähgruppe. Die normalerweise in einer selbstständigen Aufklärungskompanie befindlichen Drohnen- und Feldnachrichten-Züge sind auf Grund der Stationierung im Ausland nicht aufgestellt.
Da sie wie eine selbstständige Kompanie aufgestellt wurde, verfügt die Kompanie zusätzlich über eigene Versorgungs- und Transportkapazitäten sowie über eine eigene Gefechtsstandgruppe.
Das gemischte Bataillon ist der einzige Verband des deutschen Heeres, in dem die beiden Truppengattungen Jäger- und Heeresaufklärungstruppe vereint sind. Mit drei Kampfkompanien (zwei Jägerkompanien und eine Aufklärungskompanie) und insgesamt rund 700 Angehörigen ist es kleiner als die anderen Jägerbataillone der Bundeswehr, die jeweils vier Kampfkompanien und insgesamt rund 1.000 Soldaten umfassen.

### Kommandeure
| Nr. | Dienstgrad     | Name                   | Beginn der Berufung | Bemerkung                                                                                 |
| --- | -------------- | ---------------------- | ------------------- | ----------------------------------------------------------------------------------------- |
| 1.  | Oberstleutnant | Frank Dieter Lindstedt | 6. April 2010       | zuvor Kommandeur Jägerbataillon 292                                                       |
| 2.  | Oberstleutnant | Fabian Schneider       | 9. Oktober 2012     | zuvor Referent im Führungsstab des Heeres III 2                                           |
| 3.  | Oberstleutnant | Marc-Ulrich Cropp      | 27. März 2015       | zuvor Stabsoffizier beim Leiter Planungsstab des BMVg                                     |
| 4.  | Oberstleutnant | Martin Winkler         | 3. Januar 2018      | zuvor Military Assistant zum Commander NATO Rapid Deployable Corps Spain, Betera, Spanien |
| 5.  | Oberstleutnant | Jürgen Zadra           | 26. März 2021       | zuvor Section Chief Exercise im HQ EUROCORPS                                              |
| 6.  | Oberstleutnant | Jörn Deigner           | Juni 2024           |                                                                                           |

## Ausrüstung
| Fahrzeuge                                                                           | Handwaffen                | Sonstige                 |
| ----------------------------------------------------------------------------------- | ------------------------- | ------------------------ |
| Transportpanzer Fuchs Ausführung Gruppentransport und PARA (PAnzeraufklärungsRAdar) | Gewehr G 36               | Infanterist der Zukunft  |
| Transportpanzer Fuchs Ausführung Gruppentransport und PARA (PAnzeraufklärungsRAdar) | Gewehr G 3                | Aufklärungsdrohne ALADIN |
| Gepanzertes Transport-Kraftfahrzeug Boxer (seit Mitte 2014)                         | Scharfschützengewehr G 22 | Aufklärungsdrohne MIKADO |
| Gepanzertes Transport-Kraftfahrzeug Boxer (seit Mitte 2014)                         | Maschinenpistole MP 7     | Panzerabwehrrakete MILAN |
| Spähwagen Fennek (in der Aufklärungskompanie)                                       | Pistole P8                | Maschinengranatwerfer    |

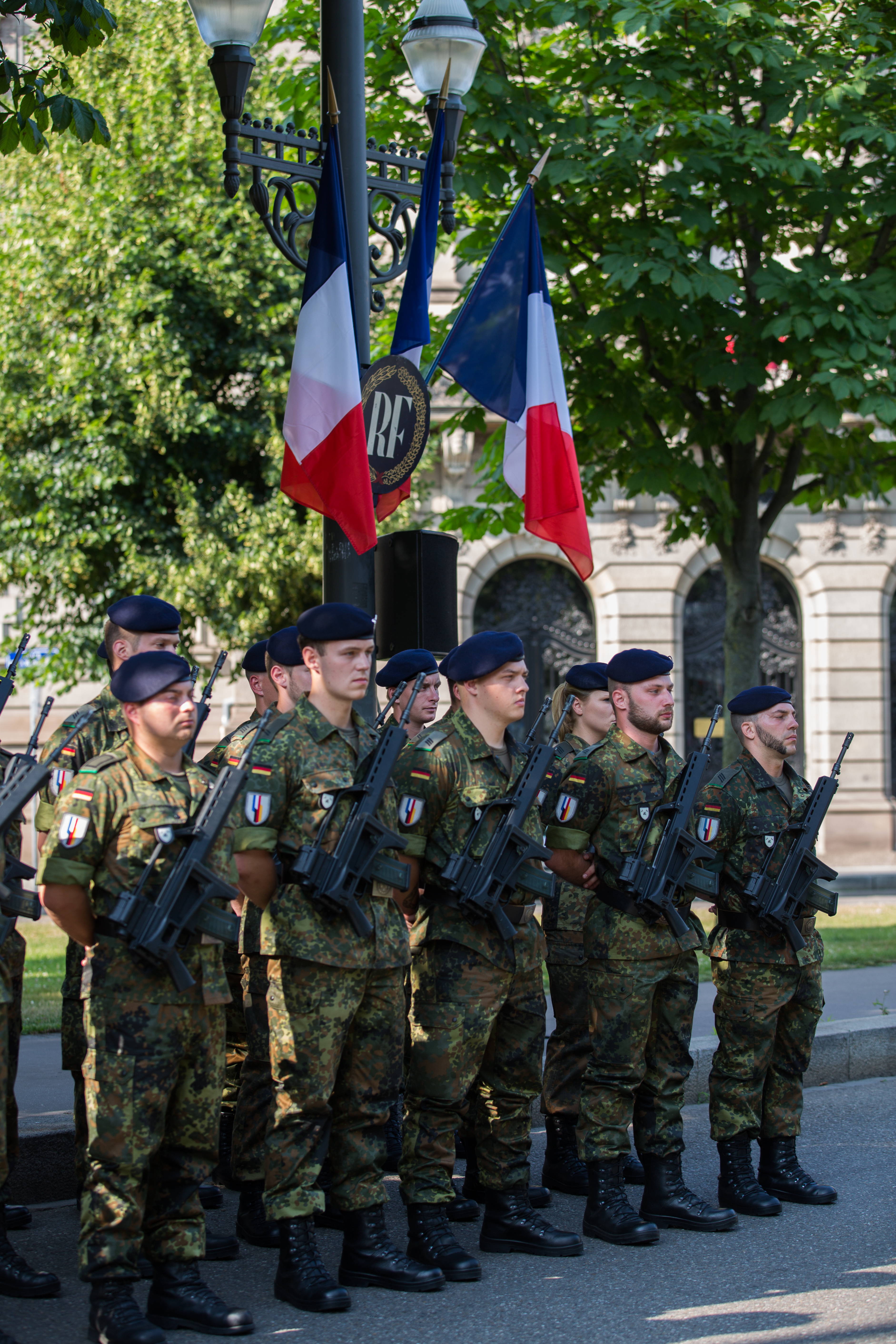
Abordnung des Jägerbataillons 291 in Straßburg (2013)

Der Standortübungsplatz des Bataillons liegt im Gemeindewald. Ein dort befindliches ehemaliges Munitionsdepot südlich des Quartier Leclerc dient als Trainingsgelände für den Kampf im Wald und für den Orts- und Häuserkampf.

## Wappenbeschreibung und Uniform
Vor einem silbernen Hintergrund liegen drei Eichenblätter auf zwei gekreuzten Kavallerielanzen.
Das Eichenblatt als Barettabzeichen der Jägertruppe steht für Unsterblichkeit, Standhaftigkeit und Treue. Die gekreuzten Lanzen, welche das Barettabzeichen der Heeresaufklärungstruppe darstellen, verweisen auf die Tradition der ehemaligen Kavallerieverbände als Vorläufer der Aufklärungstruppe.
Die Kombination beider Elemente im Bataillonswappen symbolisieren die Vereinigung der beiden Truppengattungen innerhalb des Bataillons.
Im Gegensatz zu den Soldaten des Schwesterbataillons Jägerbataillon 292 tragen die Soldaten des Bataillons keine Schultertücher (französisch „foulard de compagnie“), sondern den üblichen Feldanzug der Bundeswehr ohne Abwandlung. Hierbei tragen Soldaten der Jägerkompanien die grünen Litzen der Jägertruppe, die Soldaten der Aufklärungskompanie goldgelbe Litzen zum Zeichen der Zugehörigkeit zur Heeresaufklärungstruppe. Alle Soldaten des Stabes tragen prinzipiell ebenfalls grüne Litzen; Soldaten, die aus der Aufklärungskompanie in den Stab wechseln, behalten jedoch ihre goldgelben Litzen.

## Patenschaften
Das Bataillon ist tief im Département Bas-Rhin verwurzelt. Es bestehen unter anderem Patenschaften mit den Städten/Gemeinden Strasbourg, Erstein, Rhinau und natürlich zur Garnisonsstadt Illkirch-Graffenstaden. Soldaten des Bataillons beteiligen sich regelmäßig bei Veranstaltungen in den Gemeinden, so beispielsweise zu den Feierlichkeiten der jeweiligen Enden der Weltkriege (11. November – 1. Weltkrieg; 8. Mai – 2. Weltkrieg) sowie am Französischen Nationalfeiertag (14. Juli). Auch werden unter großer Anteilnahme der Bevölkerung Appelle der Kompanien in den Patengemeinden, beispielsweise bei Wechsel der Kompaniechefs, Verabschiedungs- in und Willkommensappelle aus dem Einsatz durchgeführt.
Im Oktober 2020 beschloss der auf deutscher Rheinseite liegende Ortenaukreis, die Patenschaft für das Bataillon übernehmen zu wollen. Am 18. Mai 2022 wurde die Patenschaft offiziell besiegelt.
Aufgrund der Zugehörigkeit zur Aufklärungstruppe ihrer jeweiligen Länder übernahm bei Aufstellung des Bataillons des 3e régiment de hussards die Patenschaft für die 4. Kompanie.

## Vorfälle mit besonderer Außenwirkung
Am 26. April 2017 wurde Oberleutnant Franco A. festgenommen. Er führte ein Doppelleben als syrischer Kriegsflüchtling. Die Bundesanwaltschaft geht davon aus, dass A. einen rechtsterroristischen Anschlag plante, der einem fiktiven Flüchtling angelastet werden sollte. Mit Maximilian T. wurde noch ein weiterer Oberleutnant des Jägerbataillons 291 im Rahmen der Ermittlungen festgenommen. (siehe Hauptartikel: Fall Franco A.)